# Буччино
Буччино (італ. Buccino) — муніципалітет в Італії, у регіоні Кампанія,  провінція Салерно.
Буччино розташоване на відстані близько 280 км на південний схід від Рима, 100 км на схід від Неаполя, 55 км на схід від Салерно.
Населення — 5107 осіб (2014).

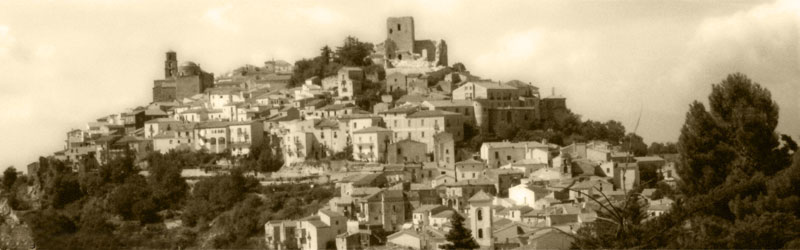

Щорічний фестиваль відбувається першої неділі липня. Покровитель — Santa Maria Immacolata.

## Демографія
Населення за роками:

Станом на 1 січня 2023 року в муніципалітеті офіційно проживало 85 іноземців з 17 країн, серед них 44 громадяни країн Євросоюзу та 19 громадян України.

## Сусідні муніципалітети
- Аулетта
- Колліано
- Паломонте
- Романьяно-аль-Монте
- Сальвітелле
- Сан-Грегоріо-Маньо
- Січиньяно-дельї-Альбурні